# Turbonilla canadensis
Turbonilla canadensis är en snäckart som beskrevs av Bartsch 1917. Turbonilla canadensis ingår i släktet Turbonilla och familjen Pyramidellidae. Inga underarter finns listade i Catalogue of Life.